# Manfred Freitag (Künstler)
Manfred Freitag (* 1934 in Berlin) ist ein deutscher Maler, Grafiker und Glasmaler.

## Werk
Manfred Freitag studierte von 1953 bis 1958 an der Werkkunstschule Trier Malerei, Grafik und Glasmalerei bei Reinhard Heß. 1957 bestand er das Staatsexamen zum Diplomierten Designer FH.
Freitag ist seit 1958 Mitglied im Berufsverband Bildender Künstler BBK Rheinland-Pfalz. 1959 erhielt er ein Landesstipendium vom Land Rheinland-Pfalz und war in Salzburg ein Schüler von Oskar Kokoschka. Seit 1960 ist er als freiberuflicher Maler und Plastiker tätig.
1978 erhielt Freitag den Staatspreis für Bildende Kunst und Architektur des Landes Rheinland-Pfalz und 2004 ehrte ihn die Stadt Prüm auf Vorschlag der Europäischen Vereinigung Bildender Künstler aus Eifel und Ardennen mit dem Kaiser-Lothar-Preis. 2006 verlieh ihm die Stadt Trier als Würdigung seines Lebenswerks den Ramboux-Preis.